# Antti Rannanjärvi
Antti Tuomaanpoika Rannanjärvi, född 4 april 1828 i Ylihärmä, död 12 augusti 1882 i Ylihärmä (mördad), var en finländsk jordbrukare och tillsammans med Antti Isotalo en av Finlands mest kända knivjunkare.
Rannanjärvi och Isotalo var kända brottslingar Kauhavatrakten och var ständigt under uppsikt av länsmannen Adolf Hägglund. Efter att Hägglund utsattes för mordförsök 1867, beslutade han att väcka åtal mot Rannanjärvi och Isotalo för deras tidigare begångna brott. Rannanjärvi åtalades 1869 för rånmord, förfalskning, djurstöld och superi och dömdes efter en lång rättegång till böter och spöstraff. Som rik jordägare fick Rannanjärvi sina böter betalda, men fick sitta i arrest på vatten och bröd i en månad. 1882 mördades Rannanjärvi av knivjunkaren Erkki Fränti.
Folksången Isontalon Antti ja Rannanjärvi handlar om Rannanjärvi, Isotalo, Hägglund och de våldsamma händelserna på 1860-talet.